# Podenco orito
Il podenco orito o podenco orito Español è un cane da caccia spagnolo tipo podenco di origine andalusa, presente soprattutto sulle rive dei fiumi Guadalhorce nella regione di Malaga e del fiume Genil nella regione di Granada. 
La razza è sottoposte a prova di lavoro.
Il termine Orito si riferisce alle focature giallo oro (Oro = oro, -ito = suffisso che denota piccola taglia), che si trovano negli stessi punti delle focature di molte altre razze di colore nero focato o fegato focato.

## Storia
La razza non è ancora riconosciuta dal Kennel Club spagnolo Real Sociedad Canina de España (RSCE) ma esiste un programma di sviluppo per la razza, è stato pubblicato uno standard di razza preliminare ed è stato formato un club di razza; viene riconosciuta come "gruppo etnico" che è una sorta di passaggio preliminare prima dell'approvazione nazionale ufficiale della razza.

## Caratteristiche
È un cane agile, resistente e con un buon olfatto, qualità tipiche di un ottimo cacciatore. Resiste a lunghe giornate di caccia in zone con molta vegetazione e con acqua.
Caccia qualunque specie.
È un podenco di medie proporzioni, di aspetto rustico: ha un pelo corto, forte e grossolano. Intelligente, nobile e facile da addestrare, timido con gli estranei.
È un cane dotato di un ottimo olfatto, resistente, agile e con una buona attitudine alla caccia di piumati. La razza presenta poco dimorfismo sessuale; è alto al garrese 40 - 50 cm, di aspetto e proporzioni quadrate.
Il Podenco Orito è densamente strutturato, equilibrato e rustico. Il cane è nero nel nero-orito e con diverse sfumature di marrone nel marrone-orito (dal color carne al fegato). Gli occhi sono piccoli e rotondi, color miele. Le orecchie sono di taglia media, erette e di forma triangolare; arrotondato alle punte. La coda è formata dalla "bandiera". Il pelo è corto e ruvido; lungo circa 5 cm, collo, petto, arti posteriori e coda più lunghi del solito. Sono ammessi due colori: "nero-orito" (nero con macchie dorate) e "marrone-orito" (marrone cioccolato con macchie dorate). Piccole macchie bianche su mento, collo, petto, zampe e punta della coda sono accettabili ma non devono superare il 5% del mantello. L'altezza al garrese varia tra i 40-50 cm. pelle è spessa, il pelo è lungo 5 cm, i colori accettati sono due nero e cioccolato con un massimo del 5% di color oro sulla faccia e sul petto.